# João Gonçalves (calciatore 1988)
João Pedro do Espírito Santo Gonçalves (Amadora, 18 gennaio 1988) è un ex calciatore portoghese, di ruolo difensore.

## Carriera

### Club
Cresciuto nelle giovanili dello Sporting Lisbona tra il 1996 e il 2007, non esordì mai in prima squadra, venendo girato in prestito dapprima all'Olivais e Moscavide nel 2007 e successivamente all'Olhanense nel 2008, con cui disputò 66 partite tra il 2008 e il 2012, di cui 41 in Primeira Liga, segnando un gol contro il Vitória Setúbal nella stagione 2010-2011. Nella stagione 2012-2013 giocò sia per lo Sporting Lisbona B sia in prestito per il Vitória Guimarães.
A causa di ripetuti infortuni al ginocchio, nel giugno 2013 si ritirò dal calcio giocato a soli 25 anni.

### Nazionale
Nella nazionale Under-21 portoghese ha collezionato 9 presenze tra il 2009 e il 2010.